# Gabriel de Chiusa
Gabriel de Chiusa (conocido en España como el Padre Gabriel) (Chiusa, Sacro Imperio Romano Germánico, 1653-2 de diciembre de 1706) fue un fraile capuchino alemán confesor de Mariana de Neoburgo.

## Biografía
Nació en la localidad Provincia autónoma de Bolzano de Chiusi, hijo de Pedro Pontifeser y Ana María Worelin. Fue bautizado con el nombre de Cristiano.
Profesó en la orden capuchina en el convento de San Sebastián de Augsburgo a los 20 años. En el momento de su profesión cambió su nombre de nacimiento por el de Gabriel. Posteriormente sería ordenado sacerdote en 1679, ganando desde entonces fama en Augsburgo como predicador y misionero entre la población protestante.
En 1685 el capuchino Emerico de Weser es elegido por Felipe Guillermo del Palatinado como médico de cámara y Gabriel es seleccionado para acompañarle a la corte de Heidelberg. Durante su estancia en la corte del Palatinado, acompañó a Felipe Guillermo en su viaje a Viena en 1690. En diciembre de ese año fue elegido confesor de la ya viuda de Felipe Guillermo del Palatinado, Isabel Amalia de Hesse tras la muerte del jesuita Juan Bodler.
Posteriormente sería elegido confesor de Mariana de Neoburgo, hija de Felipe Guillermo e Isabel Amalia, quien había contraído matrimonio con Carlos II de España en 1689. Vino a sustituir al jesuita Francisco Rhem. En junio de 1692 llegó a Madrid, pasando a formar parte del entorno más cercano de Mariana de Neoburgo. Permaneció con la reina hasta febrero de 1701, cuando esta se traslada a Toledo. Después fue destinado al convento capuchino en Urbino (Estados Pontificios) donde permanecería hasta 1706. En diciembre de ese año volvería a Chiusi donde fallecería. En esta localidad había conseguido que Mariana de Neoburgo fundara un convento capuchino bajo su patronazgo. El convento estaba dedicado a San Félix de Cantalicio y hoy es Museo Cívico de Chiusi.